# Sulfinamid

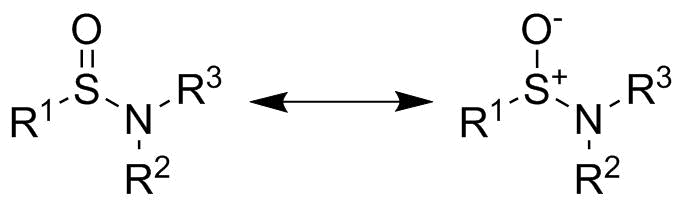
Allmän struktur av sulfinamide, visande båda resonansformerna

Sulfinamider är en funktionell grupp med strukturen R−S(=O)−NR2 (där R = alkyl eller aryl). Denna funktion är sammansatt av en svavel-kol (S−C) och svavel-kväve (S−N) enkelbindningar, såväl som en svavel-syredubbelbindning (S=O), vilket resulterar i ett fyrvärt svavelcentrum (i resonans med dess zwitterjoniska form). Eftersom ett icke-bindande elektronpar också finns på svavlet är dessa föreningar också kirala. De kallas ibland för S-kirala sulfinamider. Sulfinamider är amider av sulfinsyra (R−S(O)OH).
Kirala sulfinamider har kommit till användning vid asymmetrisk syntes såsom tert-butansulfinamid, p-toluensulfinamid och 2,4,6-trimetylbensensulfinamid

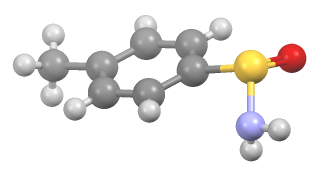
Strukturen hos Davis sulfinamid (p-tolylsulfinamid), som belyser S-centrets pyramidala natur

.

## Struktur
Sulfinamider genomgår inte inversion. De kan därför syntetiseras och/eller isoleras i enantiorena former. Detta har lett till att de används som kirala ammoniakekvivalenter och mer allmänt som kirala hjälpmedel.

## Syntes
Sulfinamider produceras traditionellt genom reaktion av sulfinylklorider med primära eller sekundära aminer. De uppstår också genom tillsats av Grignardreagenser till sulfinylaminer, följt av protonering:
RMgX  +  R'N=S=O  →   RS(O)(NR'MgX)
RS(O)(NR'MgX)  +  H2O  →  RS(O)(NR'H)  +  "MgX(OH)"
Ytterligare en annan väg innebär persyraoxidation av sulfenylftalimider, vilket ger sulfinylftalimider.

## Exempel
En vanlig sulfinamid är tert-butansulfinamid (Ellmans sulfinamid), p-toluensulfinamid (Davis' sulfinamid) och 2,4,6-trimetylbensensulfinamid.
Sulfinamider uppstår i naturen genom tillsats av nitroxyl (HNO) till tioler:
RSH + HNO → RS(O)NH2